# Haplochromis simpsoni
Haplochromis simpsoni é uma espécie de peixe da família Cichlidae.
É endémica do Uganda.